# Carsick Cars
Carsick Cars és un trio d'indie rock xinés format el març de 2005. Se'ls considera una de les formacions pioneres de l'indie rock al país.
Carsick Cars va llançar el seu àlbum dedebut homònim el 2007, editat per Maybe Mars a la Xina, i per Tenzenmen a Austràlia. La banda es va unir a Sonic Youth per a la seua gira europea, als concerts a Praga i Viena el 2007. Un senzill de 7" de temes extrets d'aquell primer àlbum va ser llançat al Regne Unit per Suyin Records. El juny de 2009, la banda va publicar el seu segon àlbum, You Can Listen, You Can Talk. El març de 2010, 2011 i 2012 Carsick Cars va actuar al festival de música SXSW a Austin, Texas.
A partir de novembre de 2010, Li Weisi i Li Qing van deixar Carsic Cars per centrar-se en els seus altres projectes. Van tornar a la banda el 2017.
La seua cançó de debut, Zhongnanhai, inspirada en la marca de cigarrets xinesa, ha estat citada com un himne de l'escena musical underground de Beijing.